# Hylaeochampsa
Hylaeochampsa is een geslacht van uitgestorven eusuchische krokodillen. 

## Naamgeving
Het is alleen bekend van een gedeeltelijke schedel die is gevonden in rotsen uit het Barremien van de Vectisformatie uit het Vroeg-Krijt (Wealden Group) van het Isle of Wight. Hylaeochampsa werd beschreven door Richard Owen in 1874, met Hylaeochampsa vectiana als typesoort. De geslachtsnaam is een combinatie van het Grieks hylaios, 'houten', een verwijzing naar de Wealden, met champsa, volgens Herodotos Egyptisch voor 'krokodil'. De soortaanduiding verwijst naar Vectia, Latijn voor Wight.
Het holotype is BMNH R 177. Het werd door dominee William Fox gevonden die het stuk overdeed aan Owen. Het bestaat uit een achterdeel van een schedel dat alle tanden mist. In 1992 publiceerden Clark & Norrell de resultaten van een nieuwe preparatie van de schedel. Daarbij bleek dat Owen vooral het verhemelte fout had geïnterpreteerd.
Het kan hetzelfde geslacht zijn als de iets oudere Heterosuchus gevonden bij Hastings, waarvan wordt aangenomen dat het van vergelijkbare evolutionaire graad is, maar er is geen overlappend materiaal, omdat Heterosuchus alleen bekend is van wervels. Als zou kunnen worden aangetoond dat de twee synoniemen zijn, zou Hylaeochampsa prioriteit hebben omdat het de oudere naam is; Heterosuchus werd pas in 1887 benoemd door Harry Govier Seeley. Wel zijn er procoele wervels gevonden op Wight, bij Brook, die lijken op die van Heterosuchus.

## Beschrijving
Deze schedel is kort en breed, met een Eusuchia-achtig verhemelte en afgeleide vergrote achterste tanden die geschikt zouden zijn geweest om te pletten.
Er zijn enkel mogelijke autapomorfieën vastgesteld. Het ectopterygoïde is groot, extreem brede maxillaire tanden begrenzend en vooraan het verhemeltebeen rakend. Het quadratum en pterygoïde hebben een platte achterkant. De processus parocipitalis heeft een uitzonderlijk lang uitsteeksel aan de achterkant, aan de binnenzijde van de gehoorgang tussen hersenpan en quadratum. Bij het bovenste slaapvenster vormt de achterrand van de uitholling een verticale beenwal. Het schedeldak is relatief lang met een smal langwerpig bovenste slaapvenster. Het jukbeen heeft een achterste tak die naar boven en binnen om zijn lengteas gewrongen is. Het onderste deel van het quadratum is kort. De verticale beenstijl van het prefrontale is extreem breed.
Verder is er een unieke combinatie van op zich niet unieke kenmerken. De basis van de snuit is ingesnoerd hoewel deze kort is. De achterste maxillaire tanden zijn vergroot. De snuit lijkt kort. 
Met sommige Eusuchia worden de kenmerken gedeeld van een bult op de onderzijde van het quadratum, een balk boven het onderste slaapvenster die sterk naar boven gewelfd is, het ontbreken van een achterste processus ectopterygoideus en verhemeltebeenderen die zeer smal zijn tussen fenestrae suborbitales.
Tot 1992 gold Hylaeochampsa als een evolutionair raadsel. Mesosuchia en de latere Eusuchia werden onderscheiden op grond van de vorm van de openingen in het verhemelte. Hylaeochampsa zou de oudste bekende eusuchiër kunnen zijn, gezien de achterwaarts gelegen choanae, de interne neusopeningen, maar daartegen sprak dat het verhemelte zeer afwijkend was. Owen meende een uniek foramen in het verhemelte ontdekt te hebben, in het ectopterygoïde, en verder was de indeling van de botten vreemd. Het zou dus wel eens om een apomorfe mesosuchiër kunnen gaan, wat ook beter paste bij de ouderdom. In 1992 bleek het vermeende foramen echter helemaal geen opening te zijn. Het was namelijk overkapt door dun bot. Bij nader inzien bleek het te gaan om een versmelting van zeer grote tandkassen, overigens op zich wel een apomorfie.

## Fylogenie
Hylaeochampsa is het typegeslacht van de familie Hylaeochampsidae benoemd door Williston in 1927, dat ook Iharkutosuchus uit het Laat-Krijt van Hongarije omvat. James Clark en Mark Norell positioneerden het als de zustergroep van Crocodylia. Hylaeochampsa is momenteel de oudst bekende ondubbelzinnige eusuchiër.

Het onderstaande cladogram is het resultaat van een fylogenetische studie uit 2011 van Buscalioni et alii:
|  | Iharkutosuchus                                                                             |
|  |                                                                                            |
|  | \| \| Pietraroiasuchus ormezzanoi \| \| \| \| \| \| Pachycheilosuchus trinquei \| \| \| \| |
|  |                                                                                            |
|  | Pietraroiasuchus ormezzanoi                                                                |
|  |                                                                                            |
|  | Pachycheilosuchus trinquei                                                                 |
|  |                                                                                            |

|  | Pietraroiasuchus ormezzanoi |
|  |                             |
|  | Pachycheilosuchus trinquei  |
|  |                             |

|  | Iharkutosuchus                                                                             |
|  |                                                                                            |
|  | \| \| Pietraroiasuchus ormezzanoi \| \| \| \| \| \| Pachycheilosuchus trinquei \| \| \| \| |
|  |                                                                                            |
|  | Pietraroiasuchus ormezzanoi                                                                |
|  |                                                                                            |
|  | Pachycheilosuchus trinquei                                                                 |
|  |                                                                                            |

|  | Pietraroiasuchus ormezzanoi |
|  |                             |
|  | Pachycheilosuchus trinquei  |
|  |                             |

|  | Iharkutosuchus                                                                             |
|  |                                                                                            |
|  | \| \| Pietraroiasuchus ormezzanoi \| \| \| \| \| \| Pachycheilosuchus trinquei \| \| \| \| |
|  |                                                                                            |
|  | Pietraroiasuchus ormezzanoi                                                                |
|  |                                                                                            |
|  | Pachycheilosuchus trinquei                                                                 |
|  |                                                                                            |

|  | Pietraroiasuchus ormezzanoi |
|  |                             |
|  | Pachycheilosuchus trinquei  |
|  |                             |

|  | Iharkutosuchus                                                                             |
|  |                                                                                            |
|  | \| \| Pietraroiasuchus ormezzanoi \| \| \| \| \| \| Pachycheilosuchus trinquei \| \| \| \| |
|  |                                                                                            |
|  | Pietraroiasuchus ormezzanoi                                                                |
|  |                                                                                            |
|  | Pachycheilosuchus trinquei                                                                 |
|  |                                                                                            |

|  | Pietraroiasuchus ormezzanoi |
|  |                             |
|  | Pachycheilosuchus trinquei  |
|  |                             |

|  | Iharkutosuchus                                                                             |
|  |                                                                                            |
|  | \| \| Pietraroiasuchus ormezzanoi \| \| \| \| \| \| Pachycheilosuchus trinquei \| \| \| \| |
|  |                                                                                            |
|  | Pietraroiasuchus ormezzanoi                                                                |
|  |                                                                                            |
|  | Pachycheilosuchus trinquei                                                                 |
|  |                                                                                            |

|  | Pietraroiasuchus ormezzanoi |
|  |                             |
|  | Pachycheilosuchus trinquei  |
|  |                             |

|  | Iharkutosuchus                                                                             |
|  |                                                                                            |
|  | \| \| Pietraroiasuchus ormezzanoi \| \| \| \| \| \| Pachycheilosuchus trinquei \| \| \| \| |
|  |                                                                                            |
|  | Pietraroiasuchus ormezzanoi                                                                |
|  |                                                                                            |
|  | Pachycheilosuchus trinquei                                                                 |
|  |                                                                                            |

|  | Pietraroiasuchus ormezzanoi |
|  |                             |
|  | Pachycheilosuchus trinquei  |
|  |                             |

|  | Iharkutosuchus                                                                             |
|  |                                                                                            |
|  | \| \| Pietraroiasuchus ormezzanoi \| \| \| \| \| \| Pachycheilosuchus trinquei \| \| \| \| |
|  |                                                                                            |
|  | Pietraroiasuchus ormezzanoi                                                                |
|  |                                                                                            |
|  | Pachycheilosuchus trinquei                                                                 |
|  |                                                                                            |

|  | Pietraroiasuchus ormezzanoi |
|  |                             |
|  | Pachycheilosuchus trinquei  |
|  |                             |

|  | Iharkutosuchus                                                                             |
|  |                                                                                            |
|  | \| \| Pietraroiasuchus ormezzanoi \| \| \| \| \| \| Pachycheilosuchus trinquei \| \| \| \| |
|  |                                                                                            |
|  | Pietraroiasuchus ormezzanoi                                                                |
|  |                                                                                            |
|  | Pachycheilosuchus trinquei                                                                 |
|  |                                                                                            |

|  | Pietraroiasuchus ormezzanoi |
|  |                             |
|  | Pachycheilosuchus trinquei  |
|  |                             |